# Mancha de Fuchs
La Mancha de Fuchs, también conocida como Mancha de Förster-Fuchs, es una complicación de la miopía avanzada que puede observarse durante una exploración de la retina realizada por el médico u oftalmólogo.[cita requerida]
Conviene recordar que la retina es la capa más interna de la pared del ojo en la que se encuentran las células sensibles a la luz y que la mácula es una pequeña porción de la retina en la cual se concentra la máxima capacidad visual. La retina recibe su aporte sanguíneo gracias a otra capa de tejido adosada a ella que se llama coroides.
La mancha de Fuchs es una lesión de color oscuro (pigmentada), más o menos circular y sobreelevada , situada generalmente cerca de la mácula. Aparece tras la reabsorción de una hemorragia en la zona, producida por la rotura de un vaso sanguíneo de la coroides.
Como consecuencia de la misma, puede producirse un daño en las células fotorreceptoras de la retina, lo cual conlleva la aparición de un escotoma (zona ciega del campo visual). Si el escotoma afecta a la porción central de la mácula, la pérdida de capacidad visual es muy importante.
Esta lesión fue descrita por el oftalmólogo vienes Ernst Fuchs (1851-1930) y no debe confundirse con otras lesiones que también llevan su nombre, como la distrofia corneal de Fuchs, el creciente miópico o coloboma de Fuchs y la ciclitis heterocrómica de Fuchs.